# 19715 Basodino
19715 Basodino este o planetă minoră (asteroid), cu un diametru de 14,651 km, din centura de asteroizi. A fost descoperită pe 27 octombrie 1999 la Gnosca⁠(d) de Stefano Sposetti⁠(d) și a fost numită după Monte Basòdino⁠(d). 
Obiectul prezintă o orbită caracterizată de o semiaxă mare de 3,0673514 UAi, o excentricitate de 0,06, o înclinație de 9,73027 ° în raport cu ecliptica.